# Duitse School
De Duitse School is een schoolgebouw aan de Julianastraat aan de noordoostzijde van de binnenstad van de Nederlandse plaats Venlo.

## Geschiedenis
Het gebouw werd door architect Jacq Grubben ontworpen in opdracht van de Deutscher Schulverein, een vereniging van de Duitse gemeenschap in Venlo. In 1912 kreeg deze vereniging elders enkele noodlokalen toegewezen, en volgens bronnen werden deze noodlokalen de Kaiserin Auguste Victoriaschule genoemd, maar de locatie is vooralsnog niet duidelijk. De nieuwe locatie kwam tot stand nadat de Nedinsco naar Venlo kwam en de vereniging in financieel opzicht steunde door de school te bekostigen.
Erg lang heeft deze school niet bestaan, want na de Tweede Wereldoorlog werd de school gesloten. Zowel in 1959 als in 1991 is het pand verbouwd, waarbij met name de aanlendende directeurswoning en huismeesterwoning grondig onder handen zijn genomen. Voor de ingang werd een kleine aanbouw gerealiseerd.
Tot 2019 was de Fotovakschool Venlo in het gebouw gevestigd. In 2021 werd bekend dat het pand een nieuwe bestemming krijgt, deels als woonruimte en deels als openbare ruimte voor onder andere exposities.

## Bouwkundige aspecten
Het gebouw wordt gekenmerkt door een expressionistische bouwstijl, met verwijzingen naar De Stijl. Het ligt niet direct aan de rooilijn, maar kent een klein erf met aan de straatzijde een laag bakstenen hekwerk.

### Exterieur
Het betreft een drielaags pand met twee hoekvolumes onder een plat dak met keramische dekplaten, en het hele pand is opgetrokken uit rode baksteen. In het middendeel bevinden zich glas in loodramen.
Het linkergedeelte van het pand betreft de voormalige directeurswoning, die vooruitspringende hoekdelen in kubusvorm kent. Aan de rechterzijde bevindt zich een kleine erker, die oorspronkelijk de ingang was van de woning. Na de verbouwing van 1991 is dit de hoofdingang van het totale bouwwerk geworden.
Het rechtergedeelte telt twee bouwlagen en heeft, net als het linkergedeelte, vooruitspringende hoekdelen in kubusvorm. Ook hier komen de glas-in-loodramen terug. In de rechterzijgevel bevindt zich de deur naar de woning van de huismeester, die zich op een hogere etage bevond.

### Interieur
Qua vormgeving heeft het interieur het meeste weg van zowel de Amsterdamse School als het Traditionalisme. De centrale ruimtes in het middengedeelte zijn betegeld met okergele en zwarte lambrisering. Verder zijn in deze ruimte diverse nissen aangebracht, waarin zich onder andere een fonteintje bevindt.